# Tacere
Tacere es una diversa banda de power metal sinfónico de Finlandia. 

## Biografía
La banda se originó inicialmente como un proyecto solista de Karri Knuuttila bajo el nombre de "Tacet Lacrimae”. Luego decidió añadir nuevos componentes a la banda, originándose la primera formación de Tacere. En ella las voces estaban a cargo solamente de Karri, así editaron el primer demo (Into your dreams). En el 2003 se une a la banda la vocalista Helena Haaparanta cerrándose así la formación principal de la banda, la que de ahora en adelante mezcla de forma equitativa la voz masculina de Karri y la femenina de Helena. 
Durante 3 años continuaron editando demos y EP, hasta que el 2006 se abre la posibilidad de grabar el primer álbum, el que sale a la venta el año 2007 bajo el título de Beautiful darkness acompañado del sencillo "Deep tears of tragedy". 
A comienzos del 2008 la banda publica en la red seis nuevos demos como adelanto del segundo disco y anuncia que renacen, presentando parte de los nuevos temas en vivo en marzo del mismo año. Además deciden terminar su contrato con la casa discográfica que lanzaron "Beautiful Darkness", hasta el día de hoy buscando un nuevo contrato. El 22 de abril de 2008 se anuncia en la página web oficial que Helena Haaparanta abandona la banda debido a motivos personales.
El 2009 se anuncia la llegada de la nueva vocalista proveniente de Finlandia, Taiya R. Con ella se disponen a grabar el disco que precede a "Beautiful darkness", además de publicar cuatro temas del demo del 2008 con la voz de Taiya.
En octubre de 2014 se comunica en la página oficial de Facebook la disolución de la banda.
Formación de estudio para "Beautiful darkness": 
- Karri: voz, guitarra, teclado y bajo
- Helena: voz
- Jake: batería
- Janne: teclado

Formación de estudio para "At World's End":
- Karri Knuutila: Vocals, Guitars, Programming.
- Taiya R.: Vocals. (female)
- Pekka Pyrhönen: Bass.
- Jarno "Jake" Vanhanen: Drums.
- Veli-Matti Kananen: Keyboards.

Formación "en vivo"
- Karri Knuuttila – voz y guitarra
- Helena Haaparanta – voz
- Jarno Vanhanen – batería
- Janne Salminen – teclado
- Pekka Pyrhönen – bajo
- Seppo Nummela – guitarra

## Discografía
- 2006 - I Devour, Sencillo
- 2006 - A Voice in the Dark, Miniálbum
- 2007 - Beautiful Darkness
- 2012 - At World's End

## Enlaces
- Página oficial
- Myspace Oficial
- Página alemana de fanes de la banda
- Videoclip del sencillo "Deep tears of tragedy"

- Datos: Q2060794